# (38086) Beowulf
(38086) Beowulf – planetoida z grupy Apollo należąca do planetoid bliskich Ziemi.

## Odkrycie
Została odkryta 5 maja 1999 roku w programie LONEOS w Anderson Mesa Station. Nazwa planetoidy pochodzi od Beowulfa, skandynawskiego wojownika, opisanego w jednym z najstarszych zachowanych wczesnobrytyjskich tekstów z VI wieku. Nazwa została zaproponowana przez S. Sieber. Przed jej nadaniem planetoida nosiła oznaczenie tymczasowe (38086) 1999 JB.

## Orbita
(38086) Beowulf okrąża Słońce po eliptycznej orbicie w ciągu 1 roku i 252 dni w średniej odległości 1,42 j.a. W swoim ruchu orbitalnym planetoida przecina orbitę Marsa, Ziemi oraz Wenus.